# La Esperanza (Granada)
La Esperanza es una localidad y pedanía española perteneciente a los municipios de Loja y Huétor Tájar, en la provincia de Granada, comunidad autónoma de Andalucía. Está situada en la parte centro-oeste de la comarca lojeña. Cerca de esta localidad se encuentran los núcleos de El Frontil, El Bujeo y Barrio de San Antonio.
La pedanía está a dos kilómetros de Loja capital, junto a la línea de alta velocidad a Granada.

## Demografía
Según el Instituto Nacional de Estadística de España, en el año 2024 La Esperanza contaba con 315 habitantes censados, de los cuales 278 vivían en la parte de Loja y 37 en la parte de Huétor Tájar, lo que representa respectivamente el 1,33% y el 0,35% de la población total de sus municipios.

## Cultura

### Monumentos
La Ermita de la Esperanza, del siglo XVI, constituye el principal atractivo histórico- patrimonial del pueblo.